# Pidgin
Pidgin (sprva Gaim) je hkratni multi-protokolni sporočilnik. Programska oprema vsebuje veliko pogostokrat uporabljenih protokolov. To dovoljuje uporabniku, da hkrati uporablja različne protokole za sporočanje z enim programom.

## Podprti protokoli
- AIM
- Bonjour
- Gadu-Gadu
- Google Talk
- Groupwise
- ICQ
- IRC
- MSN
- MySpaceIM
- SILC
- SIMPLE
- Sametime
- XMPP
- Yahoo!
- Zephyr

## Uporabnost
Pidgin ima podporo v skoraj vseh operacijskih sistemih, tudi Microsoft Windows, tudi kot skoraj vse GNU/Linux distribucije. Ima vključeno podporo za NSS, ponuje Klijent-do-Klijenta enkripcijo sporočil z RSA ključi na protokolih, ki to podpirajo. Program je zelo razširljiv z veliko vstavki, razširjen je tudi v slovenskem jeziku.

### Enkriptiranje
Sporočila so lahko zašifriranja prek Off-the-Record Messaging (OTR) (oz slovensko »ne-na-zvezi pogovori«) vstavkom. Obstaja tudi vstavek Pidgin-encription ki uporablja RSA enkripcijo.